# Драган Немцов
Драган (Драго) Немцов е български художник, живописец, методист, автор на научно-методическа литература, учебници и учебни помагала по изобразително изкуство, преподавател в Софийския университет „Климент Охридски“.

## Жизнен и творчески път
Драган Немцов е роден през 1935 г. в Габрово. Завършва Априловската гимназия. Там той членува в кръжока на Васил Попов, заедно с Ива Хаджиева (станала художничка), Дора Бонева (също по-късно станала художничка), Христо Явашев (по-късно станал известен с името Кристо) и Емилия Попова (по-късно станала гл. архитект на Трявна и Габрово). След гимназията следва в Художествената академия в София със специалност „Живопис“ при проф. Дечко Узунов. Бил е близък приятел с Христо Явашев – Кристо.
Драган Немцов твори изключително много през целия си живот. Негови приятели и познати споменават за това, че той скицира даже и в тролея. Творчеството му е много разнообразно и носи своя дух на трите обществени строя, в които е живял. Произведенията му са част от колекциите на български и чуждестранни колекционери. Част от първите му платна са свързани с бомбардировките в София през 1943 г.
В картините на Немцов се наблюдават ясни очертания, геометричност на формите, умело боравене със сепарация, наситеност и високо майсторство на живописта, акварела и графиката. Картините съчетават фантастично с реалистично, като чрез специфичен стил внушават у всеки зрител различни емоции. Освен с живопис творецът се е занимавал и с графика. За него критикът Николай Николов през 1963 г. казва: „Рисунъкът му е рисунък на творец, който винаги ще търси. А трябва да се вярва, че който търси ще остане млад и ще бъде истински творец на своето време“.
От 1963 г. е член на Съюза на българските художници, има участия в над 100 изложби в страната и чужбина – Македония, Хърватска, Румъния, Унгария, Мексико. Представил е осем независими изложения в София, Бургас и Габрово. Пътувал е неведнъж в креативни командировки в Европа, Азия, Америка и Австралия. Драган Немцов е бил учител в Априловската гимназия и в Школата по изкуствата в Габрово, дългогодишен секретар на Националния комитет на ИНСЕА – Международно нюрнбергско общество за възпитание чрез изкуство към ЮНЕСКО, ръководител на Националното ателие на художниците учители.
Една от изложбите си – „Площад Славейков“, той подарява на Столичната библиотека безвъзмездно. Днес платната се съхраняват в отдел „Изкуство“ като ценен подарък от Немцов.
Чете лекции в Националната художествена академия, както и в Софийския университет. Работил е като методик в „Учтехпром“, направление „Изобразително изкуство“. Автор е на сценарий за учебни филми и диапозитиви. Написал множество методическа литература, като е бил и автор и съавтор на учебници по изобразително изкуство. До последно той участва активно в написването на учебниците и подбора на художествени произведения за обучението по изобразително изкуство в училищата.
Носител е на орден „Кирил и Методий“ – I степен. На близо 80 години той продължава да рисува с таблет, като твори и дигитални рисунки.
Умира през 2023 г.

## Изложби
- „София с две лица“ – 2022 г.
- „Площад Славейков“
- „Летящите книги“
- „Реално и фантазно“ – 2009 г., Габрово
- „СъученициТЕ“ – съавторство с Христо Явашев – Кристо, Дора Бонева, Ива Хаджиева[6]
- Изложби, посветени на Христо Явашев – Кристо.